# Acis et Galatée
Aci e Galatea (titolo originale Acis et Galatée) è un'opera di Jean-Baptiste Lully. Nonostante la maggior parte delle sue opere appartengano al genere della tragédie en musique, Lully chiamò questo suo lavoro pastorale eroica, forse poiché essa tratta un tema pastorale e si svolge in soli tre atti (più un prologo), rispetto ai cinque atti delle altre opere di Lully.  Jean Galbert de Campistron scrisse il libretto ricavato liberamente dalle  Metamorfosi di Ovidio.
Essa venne commissionata da Luigi Giuseppe di Vendôme in onore di Louis, le Grand Dauphin. Lully non si avvalse del suo solito collaboratore Philippe Quinault, poiché egli non era abituato a scrivere lavori teatrali.

## Prima rappresentazione
La prima venne rappresentata al Château d'Anet il 6 settembre 1686 e successivamente replicata all'Académie Royale de Musique il 17 settembre 1686.

## Personaggi
- Aci, pastore, (haute-contre) - primo interprete Louis Gaulard Dumesny
- Galatea,  ninfa marina, (soprano) - prima interprete Marie Le Rochois
- Polifemo, semidio, (basse-taille - baritono) - primo interprete Jean Dun (detto Dun père)
- Nettuno, dio del mare, (basso)

## Trama
La storia è imperniata su di un triangolo amoroso fra i tre personaggi principali, Aci, Galatea e Polifemo. Polifemo, pazzo di gelosia, uccide Aci, ma Nettuno fa rinascere Aci dalle acque del fiume che porta il suo nome.

## Discografia
- Lully: Acis & Galatée (Jean-Paul Fouchécourt, Véronique Gens, Laurent Naouri, Howard Crook, Mireille Delunsch, Thierry Félix, Masset; Les Musiciens du Louvre; Conductor Marc Minkowski). Archiv (1998).